# Opsotheresia bigelowi
Opsotheresia bigelowi är en tvåvingeart som först beskrevs av Charles Howard Curran 1926.  Opsotheresia bigelowi ingår i släktet Opsotheresia och familjen parasitflugor. Inga underarter finns listade i Catalogue of Life.